# Kleiterpstermolen
De Kleiterpstermolen (Fries: Klaaiterpstermûne) is een poldermolen bij het Friese dorp Bozum, dat in de Nederlandse gemeente Súdwest-Fryslân ligt.

## Beschrijving
De Kleiterpstermolen is een maalvaardige Amerikaanse windmotor van het merk Hercules, type Metallicus. Hij werd vervaardigd door de Vereinigte Windturbine Werke AG in Dresden en geïmporteerd door de handelsmaatschappij Stokvis en Zonen uit Rotterdam. De molen, die ruim een kilometer ten noordoosten van Bozum aan een opvaart van de Zwette staat, werd in 1918 of 1920 geplaatst voor de bemaling van het  Bozumer Nieuwland. De molen maakte deel uit van een groep van vijf Amerikaanse windmotoren (de andere vier zijn de Weidumermolen, de Mantgumermolen en de gesloopte molens bij Schillaard en buurtschap Makkum). Deze waren vervangers van 58 traditionele windmolens en bemaalden samen het gebied van het voormalige waterschap De Oosterwierumer Oudvaart.
De windmotor is niet voor publiek geopend. In 2009 is de molen geheel gerestaureerd. De molen werd door Wetterskip Fryslân overgedragen aan de Stichting Waterschapserfgoed.